# الأحد (عبس)

تعديل مصدري - تعديل

الأحد هي إحدى قرى عزلة قطبة بمديرية عبس التابعة لمحافظة حجة، بلغ تعداد سكانها 285 نسمة حسب تعداد اليمن لعام 2004.